# Frank Haroche Horta
Frank Haroche Horta (* 1980 in Lyon, Frankreich) ist ein ehemaliger französischer Profiboxer. Er kämpfte in den Gewichtsklassen Weltergewicht und Halbmittelgewicht und war für seine Rechtsauslage bekannt.

## Karriere
Haroche Horta begann seine Profikarriere im Boxen im Jahr 2004. Im Laufe seiner Karriere sicherte er sich mehrere Titel. Ein bemerkenswerter Kampf fand am 11. April 2015 statt, als Haroche Horta den deutschen Boxer Besar Nimani in der vierten Runde durch technischen K. o. besiegte.
Haroche Horta beendete seine aktive Boxkarriere im Jahr 2017.

## Titel
- Französischer Weltergewichtstitel: 2008 und erneut 2013.
- IBF Internationaler Halbmittelgewichtstitel: 2008.
- Französischer Halbmittelgewichtstitel: 2014 bis 2015.

## Persönliches
Frank Haroche Horta wurde in Lyon geboren und verbrachte den Großteil seines Lebens in seiner Heimatstadt. Nach seinem Rücktritt vom Boxen zog er sich aus der Öffentlichkeit zurück.